# راهبه‌مرغ‌ها
راهبه‌مرغ‌ها یا مرغ‌های راهبه (نام علمی: Monasa) نام یک سرده از تیره پفی‌مرغان است.

## گونه‌ها
- راهبه‌مرغ سیاه (Monasa atra)
- راهبه‌مرغ نوک‌زرد (Monasa flavirostris)
- راهبه‌مرغ پیشانی‌سفید (Monasa morphoeus)
- راهبه‌مرغ پیشانی‌سیاه (Monasa nigrifrons)
- راهبه‌مرغ رخ‌سفید (Hapaloptila castanea)